# Communications Decency Act
Der Communications Decency Act (CDA) war das erste bedeutsame Gesetz des Kongresses der Vereinigten Staaten zur Regulierung der Verbreitung von Pornographie im Internet. Der Name ist die Kurzbezeichnung für Kapitel V des Telecommunications Act von 1996. Das Gesetz wurde vom US-Kongress am 6. Februar 1996 verabschiedet.
Während die Regulierung von problematischen Inhalten in der Folge durch weitere Gesetze genauer geregelt wurde, gewann die Section 230 des CDA mit der zunehmenden Verbreitung von Onlinediensten stark an Bedeutung. In dem Kapitel ist festgelegt, dass der Betreiber eines Internetangebots nicht für den Inhalte seiner Nutzer haftbar gemacht werden kann. Ziel ist es, Einschränkungen der Meinungsfreiheit, festgelegt im Ersten Zusatzartikel zur US-Verfassung, zu verhindern.
Aktivisten, Bürgerrechtsbewegungen wie die American Civil Liberties Union (ACLU) und die Electronic Frontier Foundation (EFF), die für die Meinungsfreiheit kämpften, bauten den CDA jedoch fast komplett um. Das Resultat war ein Gesetz, das die freie Meinungsäußerung förderte, da fortan kein Informationsanbieter im Internet mehr fürchten musste, für Beiträge seiner Kunden zur Verantwortung gezogen zu werden. Den Anstoß dazu bildete ein kontroverses Urteil aus dem Jahre 1995 im Fall Straton Oakmont Inc. & Daniel Porush / Prodigy Services Company, bei dem der Supreme Court des Staates New York entschieden hatte, dass die Firma Prodigy für die Wortwahl ihrer Kunden verantwortlich war, da sie die Möglichkeit besaß, anstößige Beiträge zu löschen.
„Unanständigkeiten“ im terrestrischen TV und Radio waren bereits durch die Federal Communications Commission (FCC) reguliert – das Senden von Beiträgen in anstößiger Sprache war auf bestimmte Tageszeiten beschränkt, in denen Minderjährige höchstwahrscheinlich nicht zu den Zuschauern bzw. Zuhörern gehörten. Verstöße konnten mit Geldstrafen oder sogar dem Entzug der Lizenz bestraft werden.
Der CDA enthielt eine Reihe von Bestimmungen, durch die das Zeigen oder Übertragen von Material gewalttätiger oder sexueller Natur an Minderjährige unter Strafe gestellt wurde. Betroffen waren das Internet und das Kabelfernsehen, die durch die FCC-Bestimmungen bislang nicht erfasst waren. In Pennsylvania wurden am 12. Juni 1996 Teile des CDA von Bundesrichtern für ungültig erklärt, mit der Begründung, dass sie gegen das Recht auf freie Meinungsäußerung von Erwachsenen verstoßen würden. Einen Monat später erklärte am 29. Juli ein Bundesgericht den ganzen CDA-Teil, der sich mit dem Schutz von Kindern vor Anstößigkeiten beschäftigte, als zu weitreichend. Diese Entscheidung wurde am 26. Juli 1997 vom Supreme Court bestätigt (Reno vs. ACLU). Die infragestehenden Teile des CDA stellten demnach einen Verstoß gegen den 1. Zusatzartikel zur Verfassung der Vereinigten Staaten dar, der die freie Meinungsäußerung garantiert.
Der CDA wurde kritisiert, weil er das Einstellen von „unanständigem“ oder „offensichtlich anstößigem“ Material in Internet-Foren verbot, was von vielen als zu mehrdeutig und falsch auslegbar angesehen wurde. Die Gegner argumentierten, dass dadurch unter den ersten Verfassungszusatz fallende Äußerungen, wie zum Beispiel gedruckte Romane oder der Gebrauch der sieben schmutzigen Wörter plötzlich illegal würden, wenn sie ins Internet gestellt würden. Außerdem wurde bemängelt, dass der Act auch negative Auswirkungen auf die freie Verfügbarkeit medizinischer Informationen habe.
Der Paragraph 230 des CDA fügte dem Gesetz einen wertvollen Schutz für Internetdienstanbieter und Benutzer vor Maßnahmen gegen sie hinzu, die auf Grund von Handlungen Dritter zustande kommen könnten. Wörtlich steht dort, dass kein Provider oder Benutzer eines interaktiven Computerangebots als Autor von Informationen, die von einem anderen Informationsanbieter stammen, behandelt werden darf. Dieser Teil des CDA, das sogenannte Providerprivileg, bleibt in Kraft.
Zu den Fällen mit Bezug auf den CDA gehören:
- Zeran v. America Online, Inc. (1997)
- Carafano / Metrosplash.com (2003) (der „Star Trek Actress Case“)

Eine mit Fokus auf das Internet enger gefasste Version dieses Gesetzes wurde später in Form des Child Online Protection Act (COPA) verabschiedet. Der COPA wurde im Januar 1999 von untergeordneten Gerichten für ungültig erklärt, wobei man sich auf Präzedenzfälle aus der Zeit stützte, als der CDA auseinandergenommen wurde. Die Berufungen in Sachen COPA wurden Anfang 2009 zurückgewiesen.
Der Online Copyright Infringement Liability Limitation Act (ein Teil des DMCA) schützt Internetdienstanbieter vor Verantwortung gegenüber ihren Kunden, wenn sie auf Anfrage von Copyright-Haltern Material entfernen.